# Эристави-Хоштария, Анастасия Георгиевна
Анастасия Георгиевна Эристави-Хоштария (груз. ანასტასია გიორგის ასული ერისთავი-ხოშტარია; 3 [15] февраля 1868, Гори, Тифлисская губерния, Российская империя — 1 мая 1951, Тбилиси) — грузинская советская писательница.

## Биография
Родилась в семье князя Георгия (Русетуме) Дмитриевича Эристави-Ксанского (1792 — до 1870) и Елизаветы Зааловны (1836—1922; урождённой княжны Багратион-Давыдовой).
Работала сельской учительницей.
Печаталась с 1885 года.
В 1893 по рекомендации видного грузинского поэта А. Церетели опубликовала свой первый рассказ.
Произведения А. Г. Эристави-Хоштария рисовали социальное расслоение грузинского общества, тяжёлую жизнь грузинских крестьян, эксплуататорское хищничество дворянства, взяточничество чиновников. Автор многочисленных рассказов для детей и неоконченного автобиографического романа «Скала», описывающего победу Советской власти в Грузии.
Была замужем за писателем Дмитрием Хоштария (Дуту Мегрели, 1867—1938).
Похоронена в Дидубийском пантеоне.